# Quiesa
Quiesa è una frazione di 1 950 abitanti del comune di Massarosa, in provincia di Lucca.

## Storia
Il nome Quiesa deriva dal latino "Gesa" (incidere), riferito probabilmente alle cave di pietra che si trovano a monte del paese.
Le origini di Quiesa risalgono all’Alto Medioevo, con l’edificazione di un monastero benedettino nel 1025, voluto dalla contessa Willa, che fu soppresso da Papa Gregorio XII il 3 luglio 1408 e sostituito precedentemente, nel XI o XII secolo, con l'antica chiesa di San Michele e successivamente, nella metà del XIX secolo, con l'attuale chiesa dei Santi Stefano e Michele.
Anticamente il paese era riconosciuto per due importanti attività principali: il porto commerciale sul lago di Massaciuccoli, nella località della "piaggetta" e l'agricoltura, in particolare quella risicola. Un tempo Quiesa era anche rinomata per i suoi numerosi magli e mulini, oggi del tutto scomparsi.

## Monumenti e altro

### Chiesa dei Santi Stefano e Michele
Nella piazza principale di Quiesa si trova La chiesa dei Santi Stefano e Michele, nata nella metà del XIX secolo al posto dell'antica chiesa di San Michele, che era locata nella stessa zona. La vecchia chiesa di Santo Stefano, da cui prende in parte il nome quella principale del paese,  esiste ancora e si trova in via Santo Stefano.

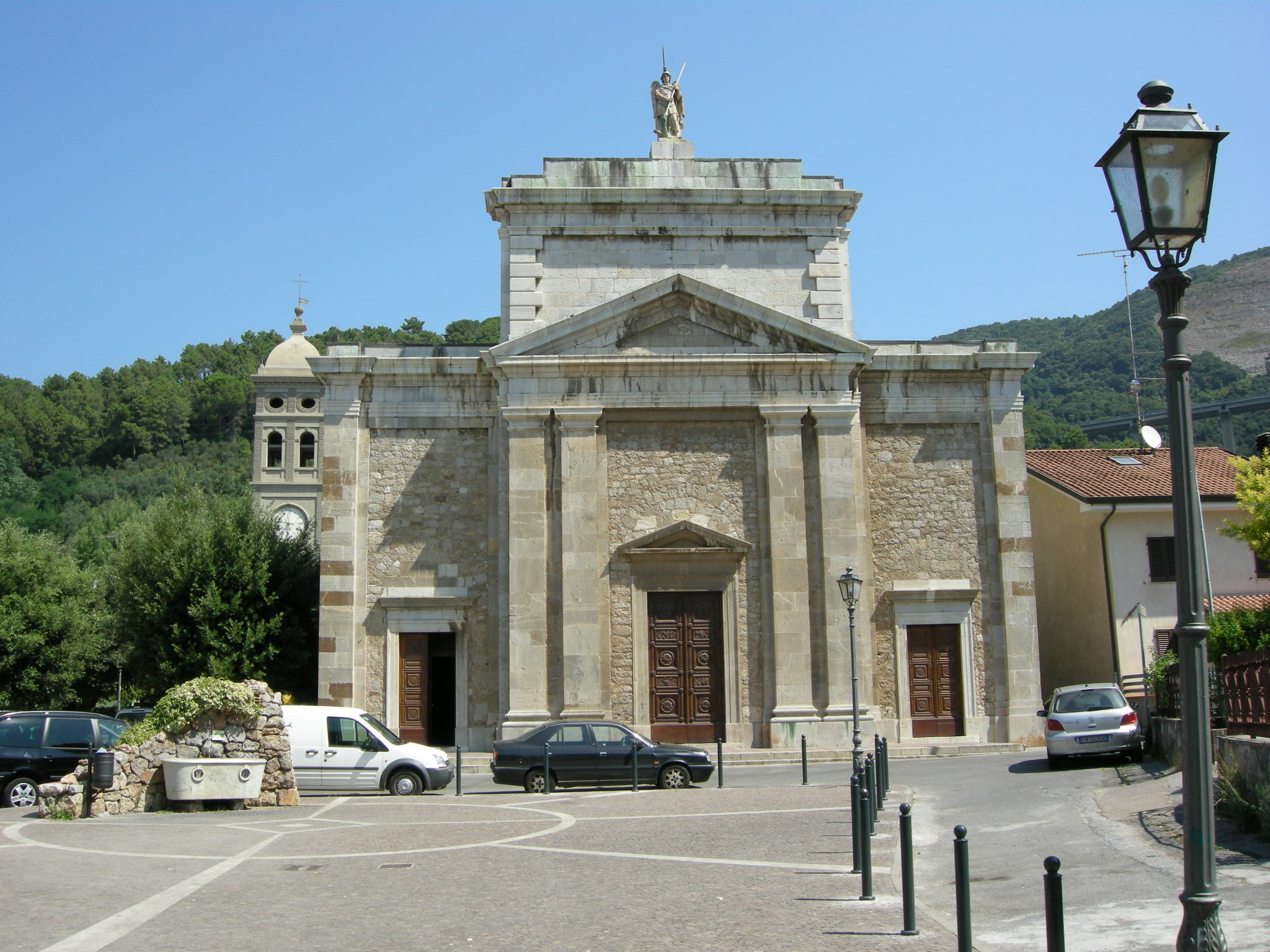
Chiesa dei Santi Stefano e Michele

### La Brilla
La Brilla venne fatta costruire nel 1846 dal Conte Carlo Minutoli, con lo scopo di costruire un opificio per la pilatura e lo stoccaggio del riso, da questo edificio veniva lavorato ed esportato in tutta Italia quello che una volta era diffuso come "riso di Massarosa". L'azienda chiuse attorno agli anni '60 del '900, a causa della bonifica del lago di Massaciuccoli, che riduceva lo spazio utilizzabile per la coltivazione del cereale.

Oggi l'edificio è un museo, nella Brilla vengono esposti gli antichi macchinari per la brillatura del riso e una grande collezione tassidermica degli uccelli presenti nell'area lacustre.

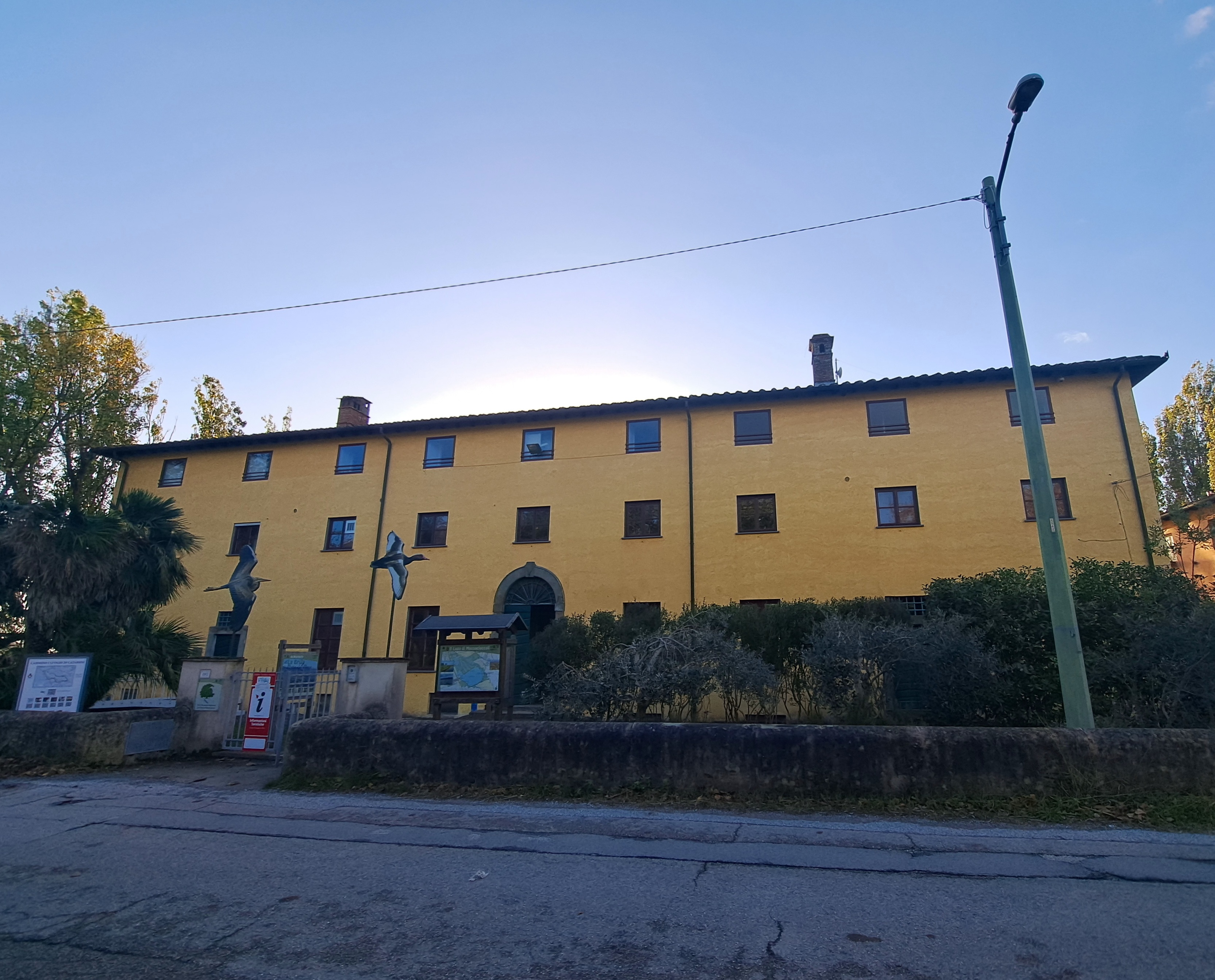
Opificio "La Brilla"

### Villa Ginori
Villa Ginori venne creata nel 1887, sotto la volontà del marchese Carlo Ginori Lisci, che comprò e ristrutturò un vecchio casolare dedicato a funzioni portuali in una grandiosa villa in stile neogotico composta da un grande giardino ricco di piante e alberi esotici di tutti i tipi, specialmente provenienti dall'America latina, dai Tropici e dall'Oriente.

La villa è famosa soprattutto perché ospitò numerose volte il famoso Giacomo Puccini. Il legame tra la famiglia del marchese e il compositore era talmente tanto forte che Puccini stesso dedicò una lirica della "Bohème" alla moglie di Carlo Ginori.

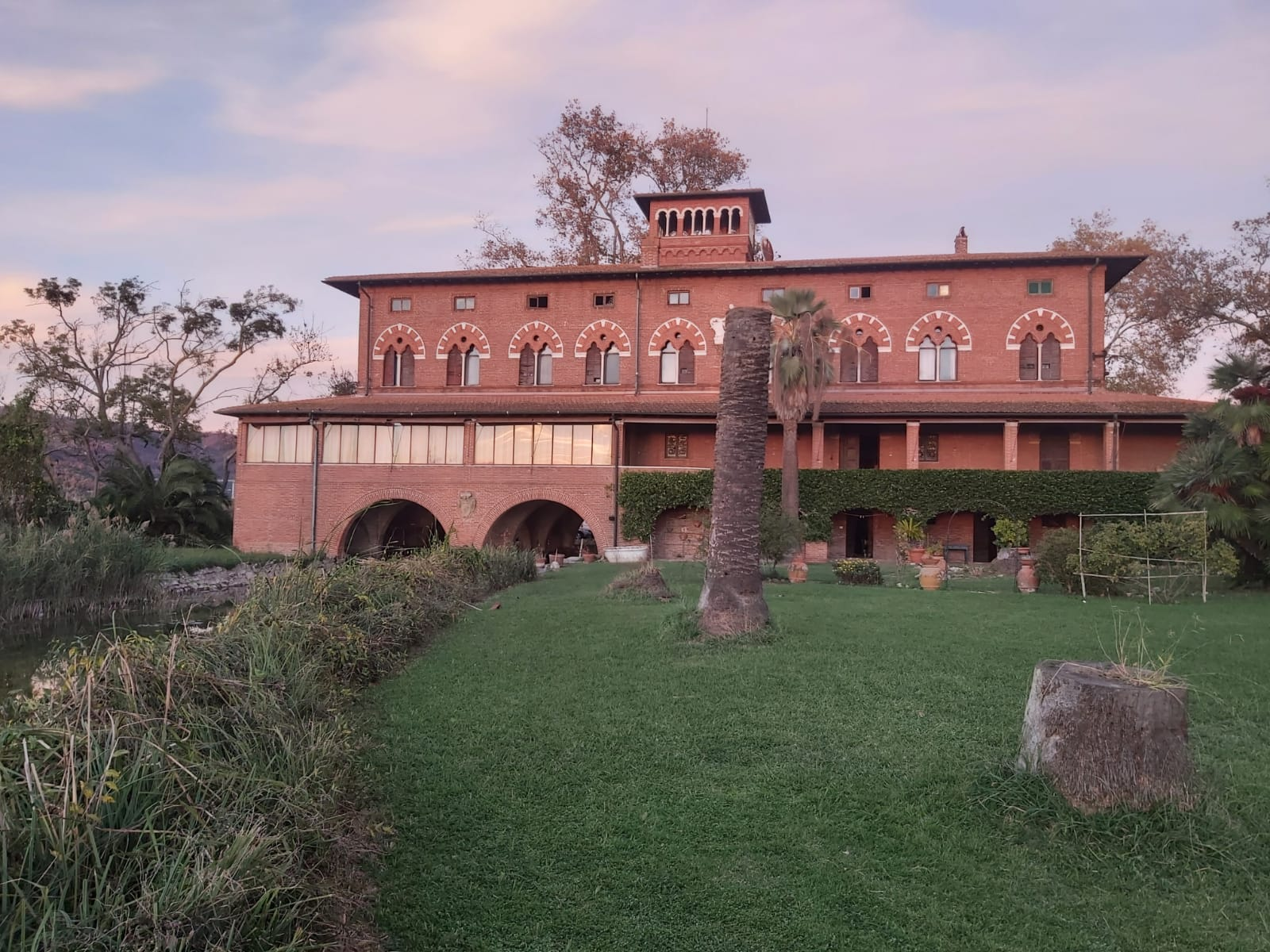
Villa Ginori

## Sport
- In via del Molinaccio si trova lo stadio da calcio "Daniele Bianchi", che è sede della squadra "Unione Quiesa Orange", la quale gioca nel campionato UISP di Lucca.[senza fonte]
- In via Sarzanese sono presenti i campi da tennis "Gianluca Spinola", nel quale è possibile organizzare tornei.[senza fonte]

## Eventi
- A fine Luglio, in via del Molinaccio si celebra la "Sagra della Birra".[senza fonte]
- A metà Agosto, in via del Molinaccio si festeggia la "Sagra della Bruschetta".[senza fonte]
- A Settembre, nella zona intorno alla chiesa dei Santi Stefano e Michele è presente il "Gora Fest", una grande festa dedicata all'arte, la musica e il cibo di strada.[senza fonte]